# Kuchikamizake
Kuchikamizake (口噛み酒 (Khẩu Giảo Tửu)) là một loại rượu Nhật Bản làm từ gạo kết hợp với quá trình ngậm nước bọt của người làm để lên men. Kuchikamizake là một trong những loại sake có sớm. Kuchi nghĩa là "miệng", kami nghĩa là "nhai" và zake đọc giống với "sake".

## Miêu tả
Kuchikamizake có màu trắng đục, vị chua. Người thực hiện việc làm kuchikamizake thường là một trinh nữ.  Nhai kỹ cơm đã nấu chín cho đến khi tan thành chất lỏng, sau đó phun vào một bình chứa. Hỗn hợp thu được sau đó để lại để lên men, các enzym từ nước bọt của người sẽ phá vỡ cacbohydrat trong gạo để tạo ra rượu. Nó có thể đạt khoảng 7% độ cồn sau 2 tuần lên men.

## Phim ảnh
Kuchikamisake đã từng xuất hiện trong bộ phim anime "Your Name" và được khán giả chú ý